# ميرلين أونيل
ميرلين أونيل (بالإنجليزية: Merlin O'Neill)‏ هو ضابط أمريكي، ولد في 30 أكتوبر 1898 في مقاطعة غاليا في الولايات المتحدة، وتوفي في 1 مارس 1981 في Patuxent River ‏ في الولايات المتحدة.